# Асприоти, Клеоники
 Клеоники Асприоти  (греч. Κλεονίκη Ασπριώτη Варна, 1870 — Афины, 1938) — греческая художница конца XIX — начала XX веков.

## Биография

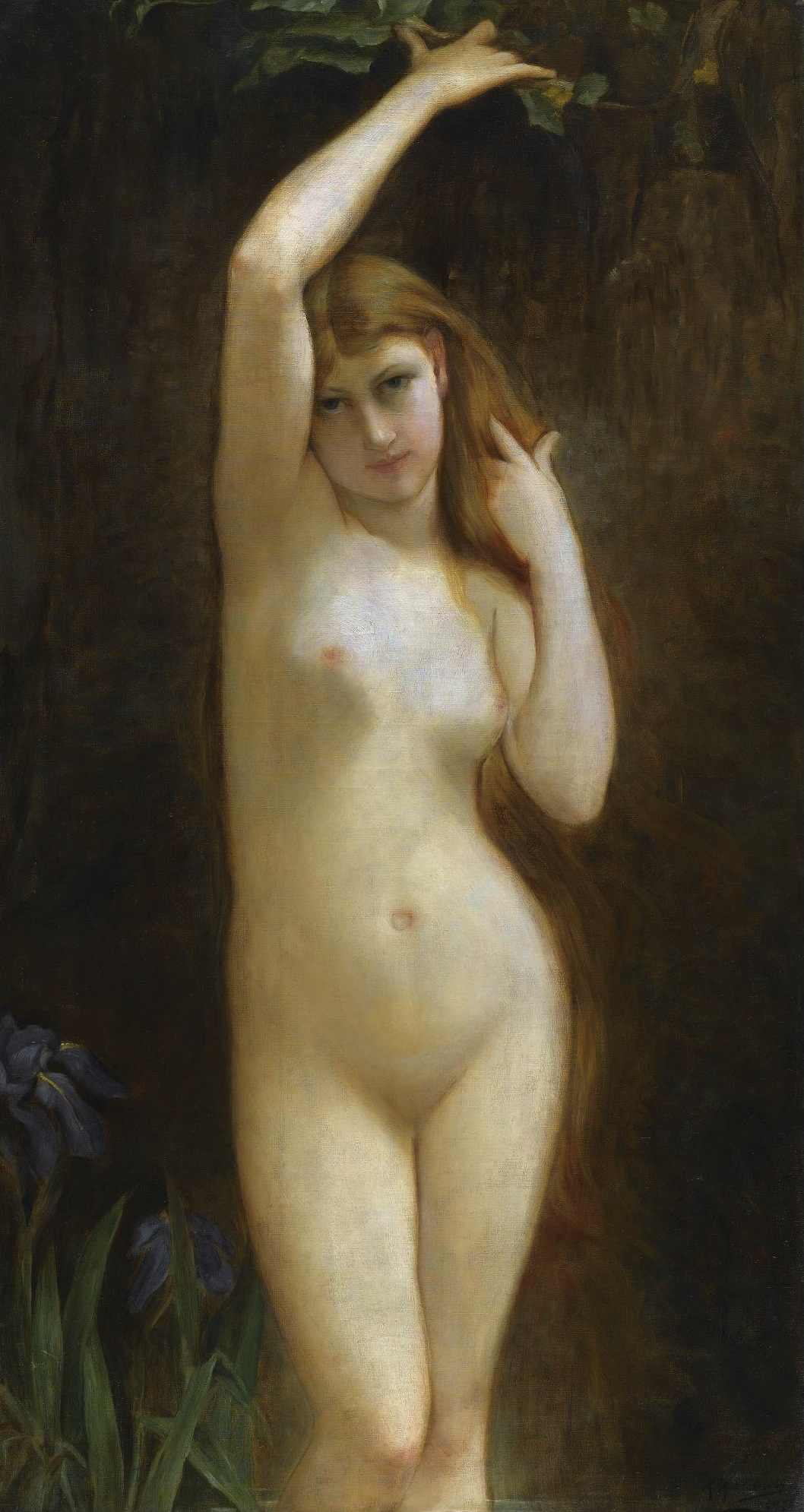
Обнажённая. (1897)

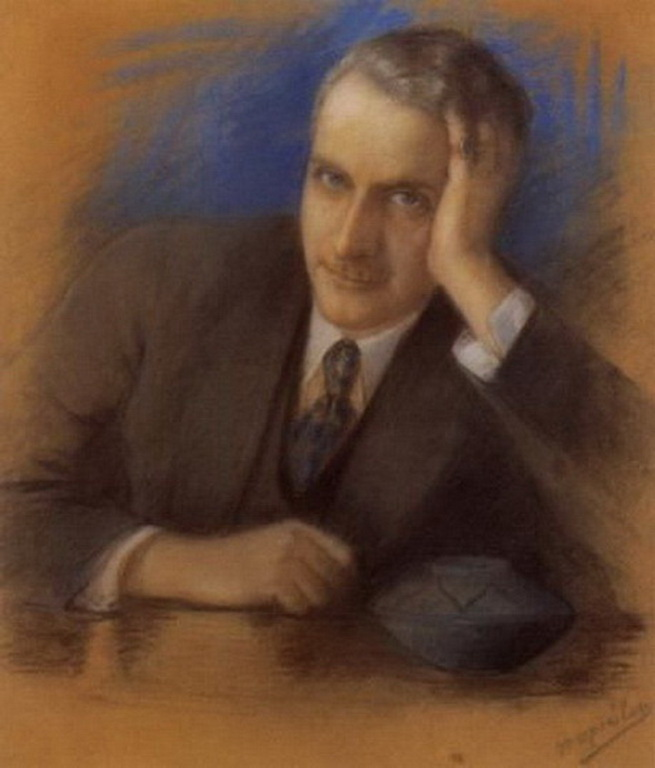
Портрет мужчины (около 1900)

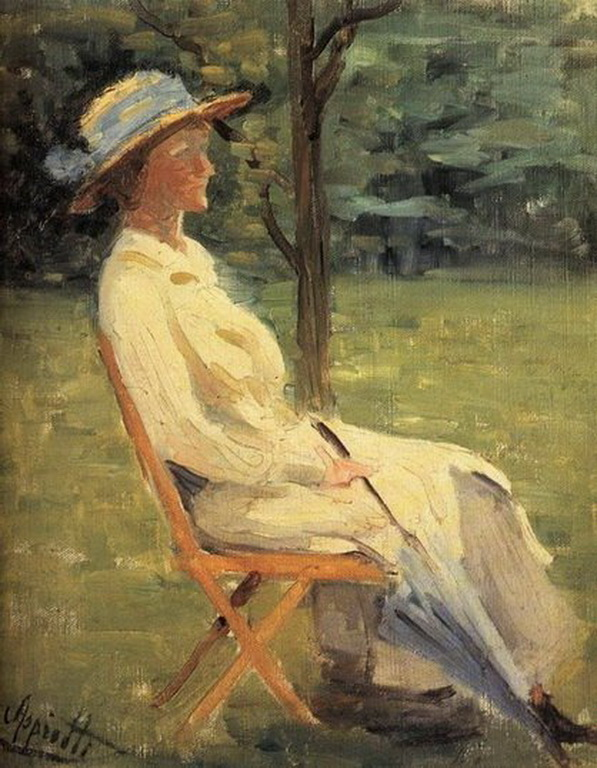
За городом (около 1900)

Клеоники Асприоти родилась в греческой семье, в османской Варне, в 1870 году.
Через 8 лет её город вошёл в состав болгарского государства. Асприоти получила начальное греческое образование в Варне и продолжила учёбу в греческом «Институте благородных девиц», основанном меценатом Заппасом в Константинополе.
После Константинополя Асприоти уехала в Прагу учиться декоративному искусству. В период 1890—1895 Асприоти жила в Мюнхене, где, став ученицей греческого академического художника Николаоса Гизиса, посвятила себя исключительно живописи. В 1895 году художница обосновалась в Париже. Работая в Париже, Асприоти писала в основном портреты известных людей. Знакомства Асприоти в 1897 году с шведским скульптором Карлом Миллесом и австрийской художницей Ольгой Граннер в 1898 году, послужили предпосылкой знакомства в 1899 году, а затем женитьбы, этой известной шведско-австрийской пары.
В бурные первые два десятилетия 20-го века Асприоти попеременно жила и работала в Афинах и Константинополе. Ухудшающиеся с 1922 года условия жизни для греческого населения Константинополя, вынудили Асприоти в 1927 году принять решение окончательно переселиться в Афины.
Пейзажи составляют бо́льшую часть работ Асприоти. Работы Асприоти находятся в основном в рамках академической Мюнхенской школы греческой живописи.
Художница начала выставлять свои работы с 1900 года в Париже Константинополе и Афинах.
В период 1910—1915 художница написала работы «Итальянский мальчик», «Вдохновение», «Художник».
Клеоники Асприоти умерла в Афинах в 1938 году. (По другим источникам в 1930 году.
Небольшое число её работ находится в Национальной галерее Греции.
Работы художницы выставляются на международных аукционах произведений искусств.